# Перепадная ГЭС (Таджикистан)
Перепадная ГЭС (ГЭС Шаршара) — гидроэлектростанция у посёлка Вахш Хатлонской области, Таджикистан. Расположена на Вахшском магистральном канале, питаемом рекой Вахш, входит в Вахшский каскад ГЭС, являясь его седьмой ступенью. Перепадная ГЭС принадлежит государственной энергокомпании ОАХК «Барки Точик».

## Общие сведения
Перепадная ГЭС является деривационной гидроэлектростанций с безнапорной деривацией в виде канала, плотины в составе сооружений ГЭС отсутствуют. Установленная мощность электростанции — 29,95 МВт, проектная среднегодовая выработка электроэнергии — 247 млн кВт·ч. Сооружения гидроузла включают в себя:
- подводящий канал;
- напорный бассейн с водоприёмником;
- холостой водосброс, включающий трубопровод и быстроток;
- трёхниточные металлические напорные трубопроводы;
- три уравнительных башенных резервуара;
- здание ГЭС;
- отводящий канал.

В здании ГЭС установлены 3 вертикальных гидроагрегата, из них два мощностью 10,8 МВт и один мощностью 8,35 МВт, работающие на максимальном напоре 40 м. С генераторов электроэнергия выдаётся в энергосистему через открытые распределительные устройства (ОРУ) напряжением 110 кВ и 35 кВ.
Перепадная ГЭС была спроектирована Среднеазиатским отделением института «Гидропроект», как часть гидроэнергетического комплекса, включающего также расположенные на Вахше и Вахшском ирригационном канале Головную и Центральную ГЭС. Все гидроагрегаты станции были пущены в 1958 году, таким образом Перепадная ГЭС стала первой по времени строительства гидроэлектростанцией Вахшского каскада.